# Riu dels Garrigots
El Riu dels Garrigots és un riu de la comarca del Baix Camp, que neix a l'est de la Punta del Sec i desemboca al riu de la Mussara.

## Afluents
- Riu de la Vall d'en Bassa: 41° 13′ 58.18″ N, 1° 1′ 48.41″ E / 41.2328278°N,1.0301139°E